# Lawrence Bayne
Lawrence Bayne (Toronto, 11 november 1960) is een Canadees acteur.
Hij is sinds 1999 getrouwd met de Canadese Melissa Olson.

## Filmografie (selectie)
- Dog Pound (2010)
- Get Rich or Die Tryin' (2005)
- White Knuckles (2004)
- My Dad the Rock Star (2003)
- Fast Food High (2003)
- Mutant X (2003)
- Andromeda (2002)
- Nikita (1999-2001)
- Survivor (1999, televisiefilm)
- X-men (1992-1993) (stemrol)